# Kevin Kurányi
Kevin Kurányi (sinh ngày 2 tháng 3 năm 1982 tại Rio de Janeiro, Brasil) là một cựu cầu thủ bóng đá Đức.
Mặc dù sinh ra ở Brasil, nhưng mẹ của Kurányi là người Panama, còn cha anh là người Đức gốc Hungary; ông của anh được sinh ra ở Budapest. Nơi sinh và tổ tông của anh cũng cho phép anh chơi cho Brasil, Panama hay Hungary. Anh là công dân của Đức, Panama và Brasil.

## Sự nghiệp câu lạc bộ
Kuranyi bắt đầu sự nghiệp cầu thủ vào năm 1988, tại Petrópolis cho đội Serrano FC ở Brasil, khi anh lên 6 tuổi. Năm 1993, anh chuyển đến Las Promesas - một câu lạc bộ của Panama, nơi anh chỉ thi đấu đúng một năm trước khi trở về Serrano FC. Đến năm 1997, anh chuyển đến sống tại Đức và gia nhập đội trẻ của VfB Stuttgart. Sau một vài năm thi đấu cho đội U-21 của Đức, anh được chọn vào thi đấu cho đội chuyên nghiệp của VfB Stuttgart. Năm 2001, anh chính thức ký tên vào bản hợp đồng thi đấu bóng đá chuyên nghiệp đầu tiên của mình với câu lạc bộ VfB Stuttgart.
Trong đội hình B của VfB Stuttgart, Kuranyi thi đấu tổng cộng 33 trận và ghi được 10 bàn thắng. Trong khi đó tại đội chuyên nghiệp của câu lạc bộ này, anh ghi 40 bàn thắng sau 99 trận đấu. Kuranyi cũng tham gia 22 trận đấu tại các giải cấp câu lạc bộ của châu Âu cùng với VfB Stuttgart và ghi 22 bàn cho đội. Mùa giải 2002-2003 là một mùa giải đáng nhớ với Kuranyi khi anh là cầu thủ Đức ghi nhiều bàn thắng nhất và là một trong những nhân tố chính góp phần giúp VfB Stuttgart giành vị trí á quân của Bundesliga.
Kuranyi rời VfB Stuttgart để đến với F.C. Schalke 04 trong kỳ chuyển nhượng mùa hè năm 2005, hợp đồng của anh với đội này kéo dài tới mùa giải 2009-2010. Tại Gelsenkirchen, anh luôn nằm trong danh sách những cầu thủ dội bom của câu lạc bộ và góp phần lớn giúp đội bóng chủ sân vận động Veltins liên tục 3 năm liền giành suất dự Champions League.

## Quốc tế
Kuranyi xuất hiện lần đầu tiên dưới màu áo tuyển Đức trong trận đấu vòng loại Euro 2004 với Litva vào ngày 29 tháng 3 năm 2003. Trong trận đấu thứ ba của mình, anh đã ghi được bàn thắng đấu tiên cho tuyển Đức bằng pha lập công nâng tỉ số lên 3-0 trước đội Iceland. Anh được chơi trong 3 trận đấu của Đức ở Euro 2004 và Cúp Confederations FIFA 2005. Tuy nhiên, do phong độ kém cỏi tại mùa giải 2005-2006 ở Bundesliga, Kuranyi đã không được huấn luyện viên Jürgen Klinsmann gọi vào đội tuyển Đức tham dự World Cup 2006.
Sau thất bại lần đó, Kuranyi đã nỗ lực tập luyện rất nhiều và cải thiện phong độ của mình trong mùa giải Bundesliga 2006-2007. Và điều gì đến cũng phải đến, sau gần 15 tháng vắng mặt, anh đã được ông Joachim Loew gọi trở lại đội tuyển, trong trận đấu giao hữu với Thụy Sĩ, anh đã góp một bàn trong chiến thắng 3-1 của đội vào ngày 7 tháng 2 năm 2007 ở Düsseldorf. Tại vòng chung kết Euro 2008, anh không được ra sân nhiều (chỉ được vào sân đúng một trận từ ghế dự bị) và cũng chẳng để lại ấn tượng gì trong lòng người hâm mộ. Nhiều người nói rằng anh và Mario Gomez chính là hai cái tên đáng thất vọng trong đội hình tuyển Đức tham dự Euro lần này.
Trước trận đấu với Nga vào ngày 12 tháng 10 năm 2008, khi biết được tên mình không có trong danh sách, Kuranyi đã bày tỏ sự thất vọng với Joachim Loew nhưng không thành công. Và trong giờ giải lao của hai đội, anh đã lặng lẽ bỏ về mà không hề thông báo với anh một tiếng nào. Quá tức giận với thái độ của Kuranyi, Joachim Loew đã tuyên bố sẽ không bao giờ gọi anh vào tuyển khi nào ông còn tại vị, thay vào đó ông đã gọi tiền đạo đang xếp thứ ba trong danh sách vua phá lưới tại Bundesliga là Patrick Helmes của Bayer Leverkusen thay thế.
Như vậy, dù gì đi nữa thì cánh cửa lên tuyển của Kevin coi như đã khép chặt từ đây bởi quyết định của Loew được sự ủng hộ của cựu huấn luyện viên tuyển Đức và đương kim huấn luyện viên Bayern München Jürgen Klinsmann cũng như Giám đốc kỹ thuật Oliver Bierhoff và Chủ tịch Liên đoàn bóng đá Đức Theo Zwanziger.

## Thống kê sự nghiệp

### Câu lạc bộ
Tính đến 4 tháng 11 năm 2015.
| Câu lạc bộ          | Mùa giải | Bundesliga | Bundesliga | DFB-Pokal | DFB-Pokal | châu Âu | châu Âu | Tổng cộng | Tổng cộng |
| Câu lạc bộ          | Mùa giải | Trận       | Bàn        | Trận      | Bàn       | Trận    | Bàn     | Trận      | Bàn       |
| ------------------- | -------- | ---------- | ---------- | --------- | --------- | ------- | ------- | --------- | --------- |
| VfB Stuttgart       | 2001–02  | 5          | 1          | 2         | 1         | 0       | 0       | 7         | 2         |
| VfB Stuttgart       | 2002–03  | 32         | 15         | 2         | 2         | 9       | 5       | 43        | 22        |
| VfB Stuttgart       | 2003–04  | 33         | 11         | 3         | 1         | 8       | 3       | 44        | 15        |
| VfB Stuttgart       | 2004–05  | 29         | 13         | 4         | 2         | 6       | 3       | 39        | 18        |
| Tổng cộng           |          | 99         | 40         | 11        | 6         | 23      | 11      | 133       | 57        |
| Schalke             | 2005–06  | 30         | 10         | 4         | 1         | 12      | 3       | 46        | 14        |
| Schalke             | 2006–07  | 34         | 15         | 2         | 2         | 2       | 0       | 38        | 17        |
| Schalke             | 2007–08  | 32         | 15         | 4         | 2         | 8       | 3       | 44        | 25        |
| Schalke             | 2008–09  | 33         | 13         | 4         | 2         | 7       | 1       | 44        | 16        |
| Schalke             | 2009–10  | 33         | 18         | 4         | 2         | 0       | 0       | 37        | 20        |
| Total               |          | 162        | 71         | 18        | 9         | 29      | 7       | 209       | 87        |
| Dynamo Moscow       | 2010     | 16         | 9          | 0         | 0         | 0       | 0       | 16        | 9         |
| Dynamo Moscow       | 2011–12  | 41         | 13         | 6         | 0         | 0       | 0       | 47        | 13        |
| Dynamo Moscow       | 2012–13  | 27         | 10         | 3         | 1         | 4       | 0       | 34        | 11        |
| Dynamo Moscow       | 2013–14  | 15         | 8          | 0         | 0         | 0       | 0       | 15        | 8         |
| Dynamo Moscow       | 2014–15  | 24         | 10         | 1         | 0         | 14      | 5       | 39        | 15        |
| Tổng cộng           |          | 123        | 50         | 10        | 1         | 18      | 5       | 151       | 56        |
| 1899 Hoffenheim     | 2015-16  | 8          | 0          | 1         | 0         | 0       | 0       | 9         | 0         |
| Tổng cộng           |          | 8          | 0          | 1         | 0         | 0       | 0       | 9         | 0         |
| Tổng cộng sự nghiệp |          | 392        | 161        | 40        | 16        | 70      | 23      | 502       | 200       |

### Thi đấu quốc tế
| Đội tuyển quốc gia  | Năm | Giao hữu | Giao hữu | Giải đấu chính thức | Giải đấu chính thức | Tổng cộng | Tổng cộng |
| Đội tuyển quốc gia  | Năm | Trận     | Bàn      | Trận                | Bàn                 | Trận      | Bàn       |
| ------------------- | --- | -------- | -------- | ------------------- | ------------------- | --------- | --------- |
| Đức                 |     |          |          |                     |                     |           |           |
| 2003                | 3   | 0        | 4        | 1                   | 7                   | 1         |           |
| 2004                | 10  | 10       | 3        | 0                   | 13                  | 10        |           |
| 2005                | 10  | 1        | 5        | 2                   | 15                  | 3         |           |
| 2006                | 0   | 0        | 0        | 0                   | 0                   | 0         |           |
| 2007                | 3   | 2        | 6        | 3                   | 9                   | 5         |           |
| 2008                | 4   | 0        | 4        | 0                   | 8                   | 0         |           |
| Tổng cộng sự nghiệp |     | 30       | 13       | 22                  | 6                   | 52        | 19        |

### Bàn thắng quốc tế
Bảng thống kê những bàn thắng cho ĐT Đức:
| #   | Ngày                 | Địa điểm                                    | Đối thủ      | Bàn thắng | Kết quả | Giải đấu            |
| --- | -------------------- | ------------------------------------------- | ------------ | --------- | ------- | ------------------- |
| 1.  | 11 tháng 10 năm 2003 | AOL Arena, Hamburg, Đức                     | Iceland      | 3-0       | 3-0     | Euro 2004           |
| 2.  | 31 tháng 3 năm 2004  | RheinEnergieStadion, Cologne, Đức           | Bỉ           | 1-0       | 3-0     | Giao hữu            |
| 3.  | 2 tháng 6 năm 2004   | St. Jakob-Park, Basel, Thụy Sĩ              | Thụy Sĩ      | 1-0       | 2-0     | Giao hữu            |
| 4.  | 2 tháng 6 năm 2004   | St. Jakob-Park, Basel, Thụy Sĩ              | Thụy Sĩ      | 2-0       | 2-0     | Giao hữu            |
| 5.  | 18 tháng 8 năm 2004  | Sân vận động Ernst Happel, Viên, Áo         | Áo           | 1-0       | 3-1     | Giao hữu            |
| 6.  | 18 tháng 8 năm 2004  | Sân vận động Ernst Happel, Viên, Áo         | Áo           | 2-1       | 3-1     | Giao hữu            |
| 7.  | 18 tháng 8 năm 2004  | Sân vận động Ernst Happel, Viên, Áo         | Áo           | 3-1       | 3-1     | Giao hữu            |
| 8.  | 8 tháng 9 năm 2004   | Olympiastadion, Berlin, Đức                 | Brasil       | 1-1       | 1-1     | Giao hữu            |
| 9.  | 17 tháng 11 năm 2004 | Zentralstadion, Leipzig, Đức                | Cameroon     | 1-0       | 3-0     | Giao hữu            |
| 10. | 21 tháng 12 năm 2004 | Sân vận động Rajamangala, Bangkok, Thái Lan | Thái Lan     | 1-0       | 5-1     | Giao hữu            |
| 11. | 21 tháng 12 năm 2004 | Sân vận động Rajamangala, Bangkok, Thái Lan | Thái Lan     | 2-0       | 5-1     | Giao hữu            |
| 12. | 9 tháng 2 năm 2005   | LTU Arena, Düsseldorf, Đức                  | Argentina    | 2-1       | 2-2     | Giao hữu            |
| 13. | 15 tháng 6 năm 2005  | Commerzbank-Arena, Frankfurt, Đức           | Úc           | 1-0       | 4-3     | Confed Cup 2005     |
| 14. | 21 tháng 6 năm 2005  | Frankenstadion, Nürnberg, Đức               | Argentina    | 1-0       | 2-2     | ConfedCup 2005      |
| 15. | 7 tháng 2 năm 2007   | LTU Arena, Düsseldorf, Đức                  | Thụy Sĩ      | 1-0       | 3-1     | Giao hữu            |
| 16. | 24 tháng 3 năm 2007  | Sân vận động Eden, Prague, Cộng hòa Séc     | Cộng hòa Séc | 1-0       | 2-1     | Vòng loại Euro 2008 |
| 17. | 24 tháng 3 năm 2007  | Sân vận động Eden, Prague, Cộng hòa Séc     | Cộng hòa Séc | 2-0       | 2-1     | Vòng loại Euro 2008 |
| 18. | 2 tháng 6 năm 2007   | Frankenstadion, Nuremberg, Đức              | San Marino   | 1-0       | 6-0     | Vòng loại Euro 2008 |
| 19. | 22 tháng 8 năm 2007  | Sân vận động Wembley, Luân Đôn, Anh         | Anh          | 1-1       | 2-1     | Giao hữu            |